# Apophylia flavovirens
Apophylia flavovirens is een keversoort uit de familie van de bladkevers (Chrysomelidae). De wetenschappelijke naam van de soort werd in 1878 gepubliceerd door Léon Marc Herminie Fairmaire.